# گانسکوو
گانسکوو (به لهستانی:  Gąsków) یک روستا در لهستان است که در گمینا رانبینو واقع شده‌است.